# Acmaeoderella lanuginosa
Acmaeoderella lanuginosa é uma espécie de insetos coleópteros polífagos pertencente à família Buprestidae.
A autoridade científica da espécie é Gyllenhall, tendo sido descrita no ano de 1817.
Trata-se de uma espécie presente no território português.